# Fouchy
Fouchy é uma comuna francesa na região administrativa de Grande Leste, no departamento Baixo Reno. Estende-se por uma área de 7,83 km². Em 2010 a comuna tinha 668 habitantes (densidade: 85,3 hab./km²).